# Маријин двор (Сарајево)
Маријин двор или Мариндвор је сарајевско насеље смјештено на десној обали Миљацке, између Пофалића, Скендерије, Ковачића и центра Сарајева. Насеље припада општини Центар. Насеље је добило има по истоименој палати Аугуста и Марије Браун.
На Маријин двору се налази зграда Маријин двор по коме је насеље и добило име, као и зграда Парламентарне скупштине Босне и Херцеговине, хотел Холидеј Ин, Аваз твист тауер, Филозофски факултет и Народни музеј Босне и Херцеговине. 

## Галерија
- Маријин двор за вријеме рата
- Палата Маријин двор, слика из 1901. године
- Парламент БиХ, Филозофски факултет и Народни музеј